# Cophixalus pipilans
Cophixalus pipilans är en groddjursart som beskrevs av Richard G. Zweifel 1980. Cophixalus pipilans ingår i släktet Cophixalus och familjen Microhylidae. IUCN kategoriserar arten globalt som livskraftig. Inga underarter finns listade i Catalogue of Life.